# Taharqa
Taharqa (... – 664 a.C.) è stato un faraone della XXV dinastia egizia.

## Biografia
Durante il lungo regno di Taharqa (diciotto anni secondo Sesto Africano, venti secondo Eusebio di Cesarea, mentre la data più alta da noi conosciuta è il 26º anno) l'Egitto giunse ad un passo dalla totale riunificazione e per la prima volta da secoli dovette subire un'invasione straniera.
Figlio di Piankhi e fratello di Shabataka Taharqa aveva guidato, durante il regno del suo predecessore, il contingente egizio inviato in aiuto alla coalizione anti-assira formata dal Regno d'Israele, da quello di Giuda e dalle città di Ascalon e Sidone. Rientrato in Egitto dopo la sconfitta subita dalla coalizione ad Ashdod, salì al trono affidando l'amministrazione dell'Alto Egitto a Montuemhat, Quarto Profeta di Amon presso il tempio di Karnak, che venne insignito dei titoli di Governatore di Tebe e Sovraintendente ai distretti meridionali.

Durante i primi anni del suo regno Taharqa rimase nel Basso Egitto da dove poté meglio seguire le complesse vicende dell'area palestinese, e nel contempo ottenere la sottomissione dei piccoli dinasti locali, di origine libica, che ancora governavano parte del delta del Nilo.

Nel 681 a.C. il sovrano assiro Sennacherib venne assassinato in seguito ad un complotto a cui, con probabilità, non fu estraneo il sovrano egizio che poco dopo fomentò una rivolta, contro il dominio assiro, a Sidone, ed invase la Palestina meridionale, come narra il testo biblico.

La risposta di Esarhaddon, nuovo re assiro, non si fece attendere, dopo aver domato la rivolta di Sidone nel 677 a.C., proseguì occupando il Basso Egitto, trasformato in provincia assira, per giungere, nel 671 a.C., dopo aver attraversato il deserto, a conquistare Menfi, catturando la famiglia reale.

Taharqa si rifugiò prima a Tebe ma quando l'espansione assira costrinse Mentuhemat a fare atto di sottomissione, consegnando tutta la regione, dovette ritirarsi a Napata.

Approfittando dell'assenza del sovrano assiro e del suo esercito, richiamati in altre regioni del loro turbolento impero, Taharqa ritornò a Tebe e riuscì a coalizzare in una nuova alleanza i dinasti locali che avevano fatto atto di sottomissione all'occupante, tra i quali anche Necho I, principe di Sais e fondatore della XXVI dinastia.

Ashshurbanipal, nel frattempo succeduto al padre, rientrò appena possibile in Egitto e sconfisse i ribelli giustiziandone molti e deportando Necho I a Ninive.

Ancora una volta Taharqa si rifugiò nella sua terra d'origine dove morì nel 664 a.C. A differenza degli altri sovrani della XXV dinastia, che avevano innalzato le loro piramidi nella necropoli di el-Khurru, fu sepolto a Nuri, anche se si conosce una seconda piramide, di modeste dimensioni, a lui dedicata e situata a Sedeinga.
| Nome Horo | nomen   | Sesto Africano | Eusebio di Cesarea | Testi cuneiformi assiri |
| Kai-khau  | Taharqa | Tarchos        | Taracos            | Tarku                   |

## Titolatura
| G5 |

| G5 |

| N29 | N28 | G43 |

| N29 | N28 | G43 |

| N29 | N28 | G43 |

| N29 | N28 | G43 |

| N29 | N28 | G43 |

| N29 | N28 | G43 |

| N29 | N28 | G43 |

| N29 | N28 | G43 |

| G16 |

| G16 |

|  |

| G8 |

| G8 |

|  |

| M23 · X1 | L2 · X1 |

| M23 · X1 | L2 · X1 |

| N5 | U15 | F35 | Aa1 | G43 |

| N5 | U15 | F35 | Aa1 | G43 |

| N5 | U15 | F35 | Aa1 | G43 |

| N5 | U15 | F35 | Aa1 | G43 |

| N5 | U15 | F35 | Aa1 | G43 |

| N5 | U15 | F35 | Aa1 | G43 |

| N5 | U15 | F35 | Aa1 | G43 |

| N5 | U15 | F35 | Aa1 | G43 |

| G39 | N5 |

| G39 | N5 |

| N17 · O4 | G1 | r · N29 | G1 |

| N17 · O4 | G1 | r · N29 | G1 |

| N17 · O4 | G1 | r · N29 | G1 |

| N17 · O4 | G1 | r · N29 | G1 |

| N17 · O4 | G1 | r · N29 | G1 |

| N17 · O4 | G1 | r · N29 | G1 |

| N17 · O4 | G1 | r · N29 | G1 |

| N17 · O4 | G1 | r · N29 | G1 |